# Епископ шангајски Симеон
Симеон Ду (кин: 主教西麦翁, световно име Фјодор Семјонович Ду, Пекинг 11. фебруар 1886 − Шангај, 3. март 1965) је био епископ шангајски Кинеске православне цркве.

## Биографија
Рођен је 11. фебруара 1886. у Пекингу, у породици руских козака Албазина, који су се доселили у Кину 1685. године. Током Боксерског устанка 1900. године, његов отац је убијен.
Од 1902. године је службовао при Руској духовној мисији у Пекингу. Од 1906. године је био у Благовештенском подворју у Харбину, а наредне године је отпочео са радом на кинеско-руском речнику. Ђакон је постао 1908. године. До 1919. године је издао више руских уџбеника. Наредних година је службовао широм Кине, између осталог у Шангају, касније и Манџурији.
У чин протођакона је хиротонисан 1934. године. За настојатеља Светоинокентијевског мисионарског храма је постављен 16. септембра 1941. године. Налазио се у пратњи руског патријарха Алексеја на међународној конференцији Руске, Грузијске православне и Јерменске апостолске цркве 1950. године.

### Епископска служба
Монашки чин је примио 25. јула 1950. године у Тројице-Сергијевој лаври, када је постао архимандрит и добио монашко име Симеон. Два дана касније је постављен за епископа Тјенцина и хиротонисан 30. јула у Богојављенском катедралном сабору у Москви, од стране патријарха Алексеја.
За епископа шангајског је постављен 26. септембра 1950. године.
Умро је 3. марта 1965. године у Шангају.